# Թ

Թとթ

筆記体

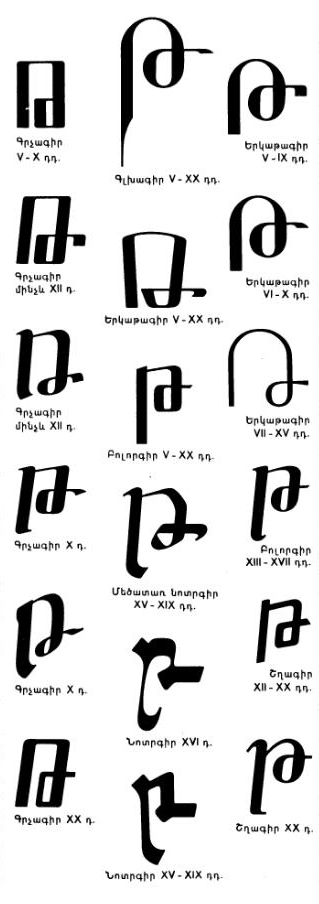
Թとթの様々な書体

Թ, թ（アルメニア語: թոまたはթօ、発音はt'o）は、アルメニア文字の9番目の文字である。405年ごろにメスロプ・マシュトツによって作成されたと見られる。

## 使用
東アルメニア語と西アルメニア語では無声有気歯茎破裂音[tʰ]を表す。ラテン文字化する時は「T'」と記す。記数法では9を表す。

## 書体

## 符号位置
| 文字 | Unicode | JIS X 0213 | 文字参照        | 備考 |
| ---- | ------- | ---------- | --------------- | ---- |
| Թ    | U+0539  | -          | &#x539; &#1337; |      |
| թ    | U+0569  | -          | &#x569; &#1385; |      |